# 阪井あかね
阪井 あかね（さかい あかね、3月18日 - ）は、日本のナレーター、女性声優。アトミックモンキー所属。

## 経歴
- 以前は東京俳優生活協同組合、ベルベットオフィス、ザ・ユニバース に所属していた。
- OLをしていた時に東北新社映像テクノアカデミアに2期生として入り、同所卒業後にデビュー。
- 本人も「パワフルナレーター」を自称するほどテンションが高いナレーションぶりが多いが、これは最初の仕事で同じ事務所の先輩の垂木勉と一緒になり、そのナレーション振りを目の当たりにしてパワフルなナレーションへの憧れが募ったと本人が言っていたことがある[3][要ページ番号]。
- 所属のベルベットオフィス協力で運営されるテレビナレーター養成スクールで講師を務めていた。
- 「BS笑点」（BS日テレ）→「笑点Jr.」（日テレプラス）では顔出し出演、林家たい平とコーナー司会を務めた。たい平に私生活をいじられて苦笑いする様子が番組恒例となっていた。ほかには TBSで放送されていた『明石家さんちゃんねる』で、専属女子アナ採用試験を受け、持ちギャグ「めげないめげな〜い」を披露した。

## 出演番組

### ナレーション

#### NHK
- 女神ビジュアル（BSプレミアム）
- 発想転換!世界を変えるシン・キング（総合）

#### 日本テレビ系
- フットンダ（中京テレビ）
- おネエ★MANS
- 未知の世界を撮りたい 驚き(秘)映像ハンター!ドリームビジョン
- フジリコ（読売テレビ）
- ワカチュキ
- 笑点
- AR
- お笑いジェットコースター
- オジサンズ11
- シューイチ
- まさかのタメ年トークバラエティー!ビックラコイタ箱（中京テレビ）

#### TBS系
- リンカーン
- サカスさん
- 2時っチャオ
- 世界ぶっちぎり映像!
- マサカ!の映像GP〜見るだけで感動&衝撃!世界の映像大放出SP〜
- 所さんのニッポンの出番!
- 所さんお届けモノです!（MBS）
- 珍種目No.1は誰だ!? ピラミッド・ダービー

#### フジテレビ系
- ゴールドハウス
- プレミアの巣窟
- Mr.サンデー（関西テレビとの共同制作）
- 村上マヨネーズのツッコませて頂きます!（関西テレビ）

#### テレビ朝日系
- フルタの方程式

#### テレビ東京系
- TVチャンピオン2
- こちらササキ研究所
- 熱狂的ファンツアー
- レディス4
- 週末YY JUMPing
- 仰天クイズ! 珍ルールSHOW
- ウソのような本当の瞬間!30秒後に絶対見られるTV
- 千原ジュニアのタクシー乗り継ぎ旅

### テレビドラマ
- HERO（フジテレビ）
- スリル!〜赤の章・黒の章〜

### テレビアニメ
- モンキー・パンチ漫画活動大写真
- BanG Dream! ガルパ☆ピコ ふぃーばー!（2021年、ナレーター）

### 劇場アニメ
- REDLINE（ボイボイ）[4]

### ゲーム
- 幻想水滸伝V（ミルーン、ルクレティア・メルセス）
- ときめきメモリアル3（エキストラ）
- みんなのGOLF2

### テレビCM
- 池田模範堂 ポケムヒS HELLO KITTY

### ラジオ
- 阪井あかねのラジオの時間（レインボータウンFM　第１・第3 水曜日　午前11:00）

### 顔出し出演
- BS笑点（BS日テレ）→笑点Jr.（日テレプラス）
「使ってみよう!落語ことば」コーナーで林家たい平と進行役を担当。